# Силанов, Алексей Николаевич
Алексей Николаевич Силанов (род. 15 апреля 1961, посёлок Краснолесье, Нестеровский район, Калининградская область) — российский государственный деятель, глава городского округа «Город Калининград» (с 18 апреля 2018 по 23 октября 2020 года), заместитель главы администрации городского округа с 8 июня 2021 года.

## Биография
Родился 15 апреля 1961 года в посёлке Краснолесье Нестеровского района Калининградской области. В 1978 году окончил среднюю школу в городе Нестерове и там же начал трудовую деятельность в качестве лаборанта кабинета физики.
С 1979 по 1982 годы проходил службу на Балтийском флоте. Службу проходил на малом противолодочном корабле. Служил гидроакустиком. Уволился в запас в звании главного корабельного старшины.
В 1988 году заочно окончил географический факультет Калининградского государственного университета по специальности «География» (квалификация — географ, преподаватель). Имеет учёную степень кандидата педагогических наук.
Работал в Нестеровском райкоме ВЛКСМ, в Нестеровском райкоме КПСС. С 1989 по 1996 год являлся заместителем директора, а затем директором Нестеровской областной вспомогательной школы-интернета № 8 для детей-сирот и детей, оставшихся без попечения родителей. В 1996 году назначен директором Нестеровской средней школы, а затем начальником отдела образования администрации Нестеровского района. С 1998 по 2000 годы — первый заместитель главы администрации Нестеровского района.
В начале 2000-х годов переехал в Калининград. Работал в Калининградском областном педагогическом лицее-интернате, в управлении образования администрации Калининградской области. С 2003 по 2010 годы возглавлял комитет по образованию города Калининграда.
С октября 2010 года — заместитель главы администрации города Калининграда по социальным вопросам. Отвечал за работу управлений спорта и молодёжной политики, социальной поддержки населения и культуры, отдела по профилактике правонарушений и комитета по образованию.
Указом губернатора Калининградской области Николаем Цукановым от 29 октября 2012 года назначен на должность заместителя председателя правительства Калининградской области. Отвечал за вопросы образования, здравоохранения, социальной политики.
18 сентября 2016 года был избран депутатом Государственной думы VII созыва по одномандатному округу № 98 «Центральный — Калининградская область». Член фракции «Единая Россия». Член комитета Госдумы по образованию и науке.
18 апреля 2018 года решением городского Совета депутатов Калининграда избран главой городского округа «Город Калининград».
2 ноября 2020 года назначен заместителем председателя правительства Калининградской области.
С 8 июня 2021 года заместитель главы администрации города Калининграда — председатель комитета по социальной политике.

## Личная жизнь
Женат. Имеет двух сыновей.